# دارنا دودا
دارنا دودا (اوکراینی: Дарина Володимирівна Дуда؛ زادهٔ ۲۹ نوامبر ۲۰۰۳) ژیمناست ریتمیک اهل اوکراین  است.